# Valerio Zurlini
Valerio Zurlini (Bolonha, Emilia-Romagna, 19 de março de 1926 — Trento, Trentino-Alto Adige, 28 de outubro de 1982) foi um cineasta e roteirista italiano.
Foi membro do júri no Festival de Veneza em 1982.

## Filmografia
- The Girls of San Frediano (1954)
- Guendalina (1957)
- Estate violenta (1959)
- Girl with a Suitcase (1961)
- Family Diary (1962)
- Le soldatesse (1965)
- Black Jesus  (1968)
- La prima notte di quiete (1972)
- The Desert of the Tartars (1976)